# Liste von Bergen und Erhebungen in Wuppertal
Die Liste von Bergen und Erhebungen in Wuppertal zeigt eine Auswahl von Bergen und Erhebungen sowie deren Ausläufern auf dem Stadtgebiet Wuppertals – sortiert nach Höhe in Meter (m) über Normalhöhennull (NHN).

## Berge und Erhebungen
In folgender Tabelle ist eine Auswahl von Wuppertaler Bergen und Erhebungen aufgeführt.
Die höchste Erhebung ist der Lichtscheid (350 m), gefolgt vom Ehrenberg (345 m), welcher zugleich der höchste halbwegs unverbaute Berg Wuppertals ist, und dem Hahnerberg (330 m).
- Nr.: Gibt die Reihenfolge der Berge und Erhebungen nach Höhe wieder.
- Name: Name des Berges; zweite Zeile mit evtl. Alternativnamen
- Höhe: Höhe in Meter (m) über Normalhöhennull (NHN)
- Stadtbezirk: Name des Stadtbezirks, in welchem der Berg (größtenteils) liegt.
- Ortslage: Nächste zugehörige Ortslage / Wohngebiet.
- Naturraum: Angabe der naturräumlichen Ordnungseinheiten. (→ siehe auch: Liste der naturräumlichen Einheiten in Nordrhein-Westfalen)
- Besonderes: Sehenswürdigkeiten u. ä., welche direkt am Berg zu finden sind.

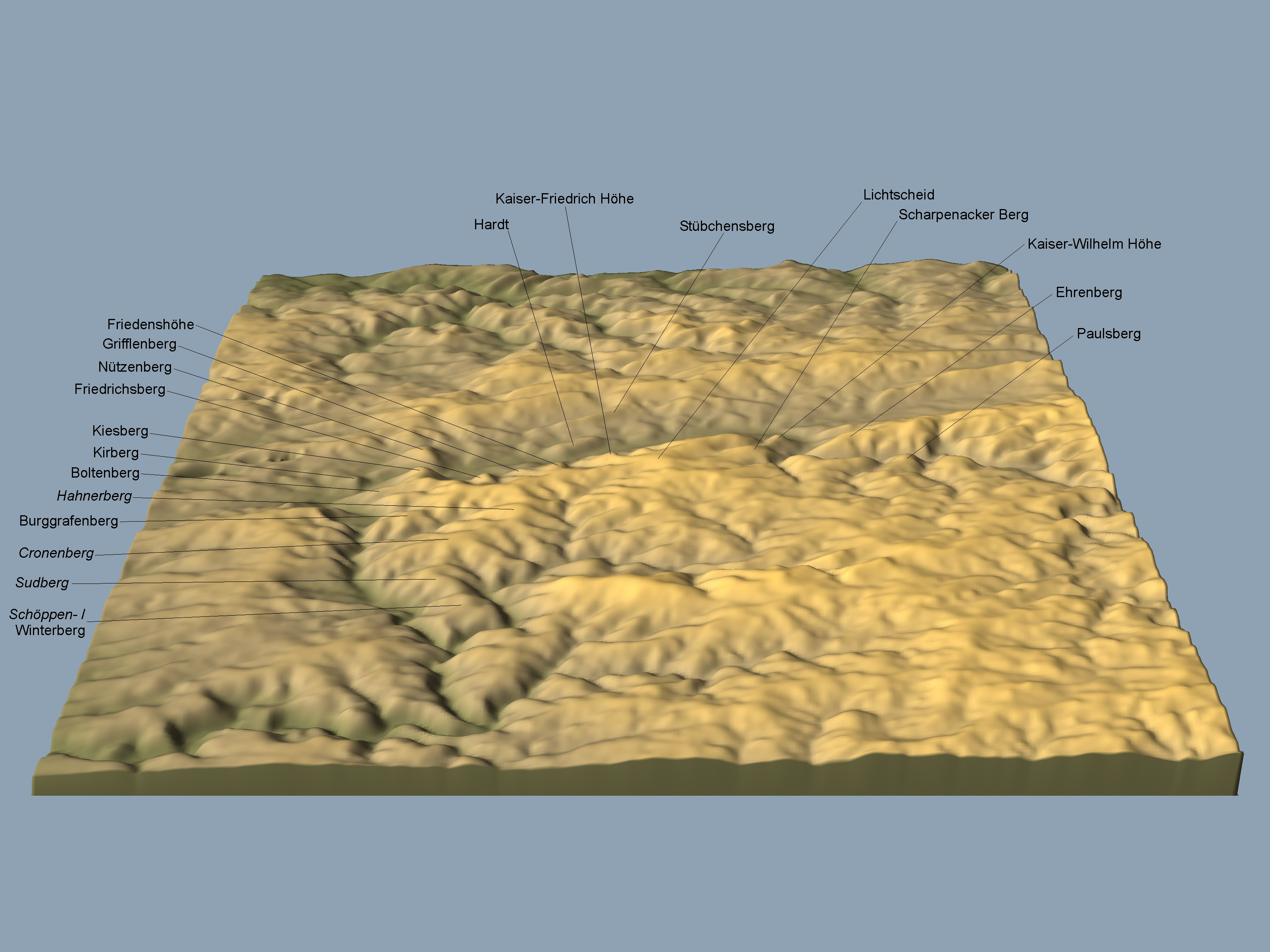
Relief Wuppertals mit Auswahl von Bergen
- 3D-Modell der Erhebungen Wuppertals

Die in der Ausgangsansicht nach Höhe sortierte Tabelle ist durch Klick auf die Symbole bei den Spaltenüberschriften sortierbar.
| Nr. | Name                          | Höhe (m) | Stadtbezirk                  | Ortslage                 | Naturraum                               | Besonderes                                                       | Bild                       |
| --- | ----------------------------- | -------- | ---------------------------- | ------------------------ | --------------------------------------- | ---------------------------------------------------------------- | -------------------------- |
| 1   | Lichtscheid                   | 350      | Barmen                       | Lichtenplatz             | Lichtscheider Höhenrücken               | Lichtscheider Wasserturm Quelle des Bendahler Bach und der Gelpe | Lichtscheid (350 m)        |
| 2   | Ehrenberg                     | 345      | Langerfeld-Beyenburg         | Ehrenberg                | Wupper-Ennepe-Hochflächen               | Grenze zwischen Rheinland und Westfalen                          | Ehrenberg (345 m)          |
| 3   | Hahnerberg                    | 330      | Cronenberg                   | Hahnerberg               | Lichtscheider Höhenrücken Burgholzberge |                                                                  |                            |
| 4   | Scharpenacker Berg Hammesberg | 326      | Heckinghausen                | Heckinghausen            | Lichtscheider Höhenrücken               | ehemaliger Standortübungsplatz Scharpenacken                     | Scharpenacker Berg (326 m) |
| 5   | Paulsberg                     | 298      | Langerfeld-Beyenburg         | Kemna                    | Lenneper Hochflächen                    |                                                                  |                            |
| 6   | Nesselberg                    | 295      | Cronenberg                   |                          | Burgholzberge                           |                                                                  |                            |
| 7   | Burggrafenberg                | 283      | Cronenberg                   |                          | Burgholzberge                           | Staatsforst Burgholz                                             |                            |
| 8   | Kiesberg                      | 282      | Elberfeld-West               | Arrenberg Zoo            | Nützenberger Querriegel                 | Von-der-Heydt-Turm                                               | Kiesberg (282 m)           |
| 9   | Norrenberg                    | 281      | Heckinghausen                | Heckinghausen Hammesberg | Lichtscheider Höhenrücken               | Kaiser-Wilhelm-Höhe                                              | Norrenberg (281 m)         |
| 10  | Osterberg                     | 280      | Elberfeld                    | Grifflenberg             | Lichtscheider Höhenrücken               | Uni-Halle                                                        | Osterberg (280 m)          |
| 11  | Friedrichsberg                | 276      | Elberfeld                    | Friedrichsberg           | Lichtscheider Höhenrücken               |                                                                  | Friedrichsberg (276 m)     |
| 12  | Wollspinnersberg              | 273      | Barmen                       | Sedansberg               | Haßlinghauser Rücken                    | Nordpark                                                         | Wollspinnersberg (273 m)   |
| 13  | Stübchensberg                 | 271      | Barmen Uellendahl-Katernberg | Clausen Uellendahl-Ost   | Barmer Kalksenke                        |                                                                  | Stübchenberg (271 m)       |
| 14  | Grifflenberg                  | 268      | Elberfeld                    | Grifflenberg             | Lichtscheider Höhenrücken               | Bergische Universität Wuppertal                                  | Grifflenberg(268 m)        |
| 15  | Nützenberg                    | 260      | Elberfeld-West               | Nützenberg               | Nützenberger Querriegel                 | Weyerbuschturm Nützenbergpark                                    | Nützenberg (260 m)         |
| 16  | Hasenberg                     | 240      | Uellendahl-Katernberg        | Nevigeser Straße         | Haßlinghauser Rücken                    |                                                                  | Hasenberg (240 m)          |
| 17  | Schöppenberg                  | 240      | Cronenberg                   | Sudberg                  | Remscheider Bergland                    |                                                                  | Schöppenberg (240 m)       |
| 17  | Sudberg                       | 240      | Cronenberg                   | Sudberg                  | Remscheider Bergland                    |                                                                  |                            |
| 19  | Hardtberg                     | 238      | Elberfeld                    | Ostersbaum               | Hardtschieferrücken                     | Hardt, Waldbühne Hardt Elisenturm, Bismarckturm Hardthöhlen      | Hardtberg (238 m)          |
| 20  | Kürken                        | 233      | Cronenberg                   | Cronenberg-Mitte         | Burgholzberge                           | Staatsforst Burgholz                                             |                            |
| 21  | Neuenberg                     | 230      | Cronenberg                   | Cronenberg-Mitte         | Burgholzberge                           | Staatsforst Burgholz                                             |                            |
| 22  | Jacobsberg                    | 200      | Cronenberg                   | Kohlfurth                | Burgholzberge                           |                                                                  | Jacobsberg (200 m)         |
| 23  | Engelnberg                    | 197      | Elberfeld                    | Ostersbaum               | Elberfelder Kalksenke                   |                                                                  | Engelnberg (197 m)         |
| 24  | Lüntenberg                    | 188      | Vohwinkel                    | Lüntenbeck               | Elberfelder Kalksenke                   | ehemalige Hausschuttdeponie Lüntenbeck                           | Lüntenberg (188 m)         |
| 25  | Johannisberg                  | 172      | Elberfeld                    | Elberfeld-Mitte          | Elberfelder Kalksenke                   | Historische Stadthalle Schwimmoper Wilhelm-Dörpfeld-Gymnasium    | Johannisberg (172 m)       |

## Felsformationen
Zudem befinden sich auf dem Stadtgebiet einige Felsformationen. Zwei von ihnen sind als Naturdenkmal geschützt: der Hohenstein (eine Dolomitfelsklippe) und die Flinzschiefer Scholle.
| Name                  | Höhe (m) | Stadtteil | Lage             | Naturraum            | Besonderes      | Bild                          |
| --------------------- | -------- | --------- | ---------------- | -------------------- | --------------- | ----------------------------- |
| Flinzschiefer Scholle | 191      | Elberfeld | Nevigeser Straße | Haßlinghauser Rücken |                 | Flinzschiefer Scholle (191 m) |
| Hohenstein            | 162      | Barmen    | Rott             | Barmer Kalksenke     | Hohenstein-Park | Hohenstein (162 m)            |

## Galerie

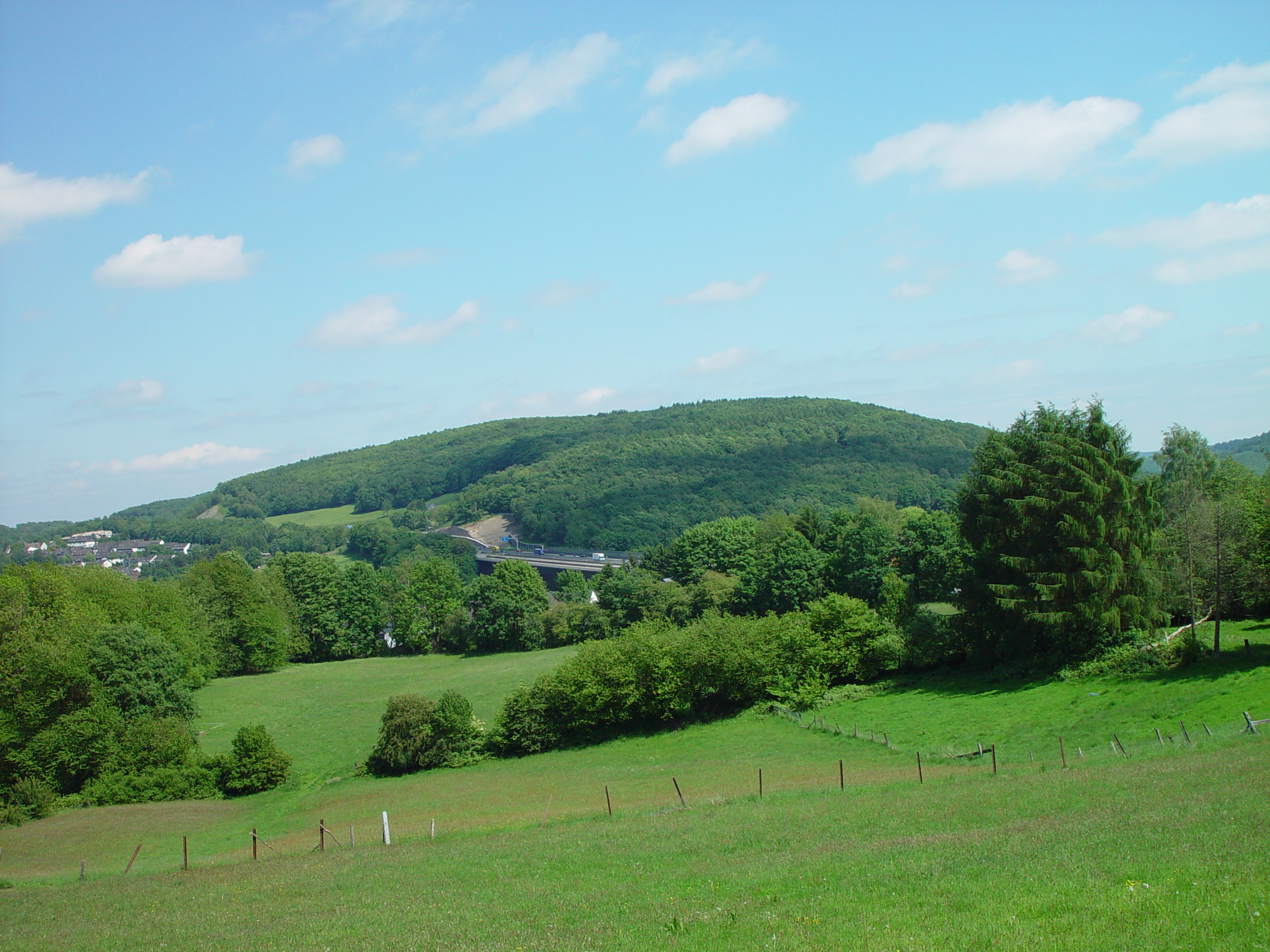
Ehrenberg (345 m) vom Scharpenacker Berg aus gesehen
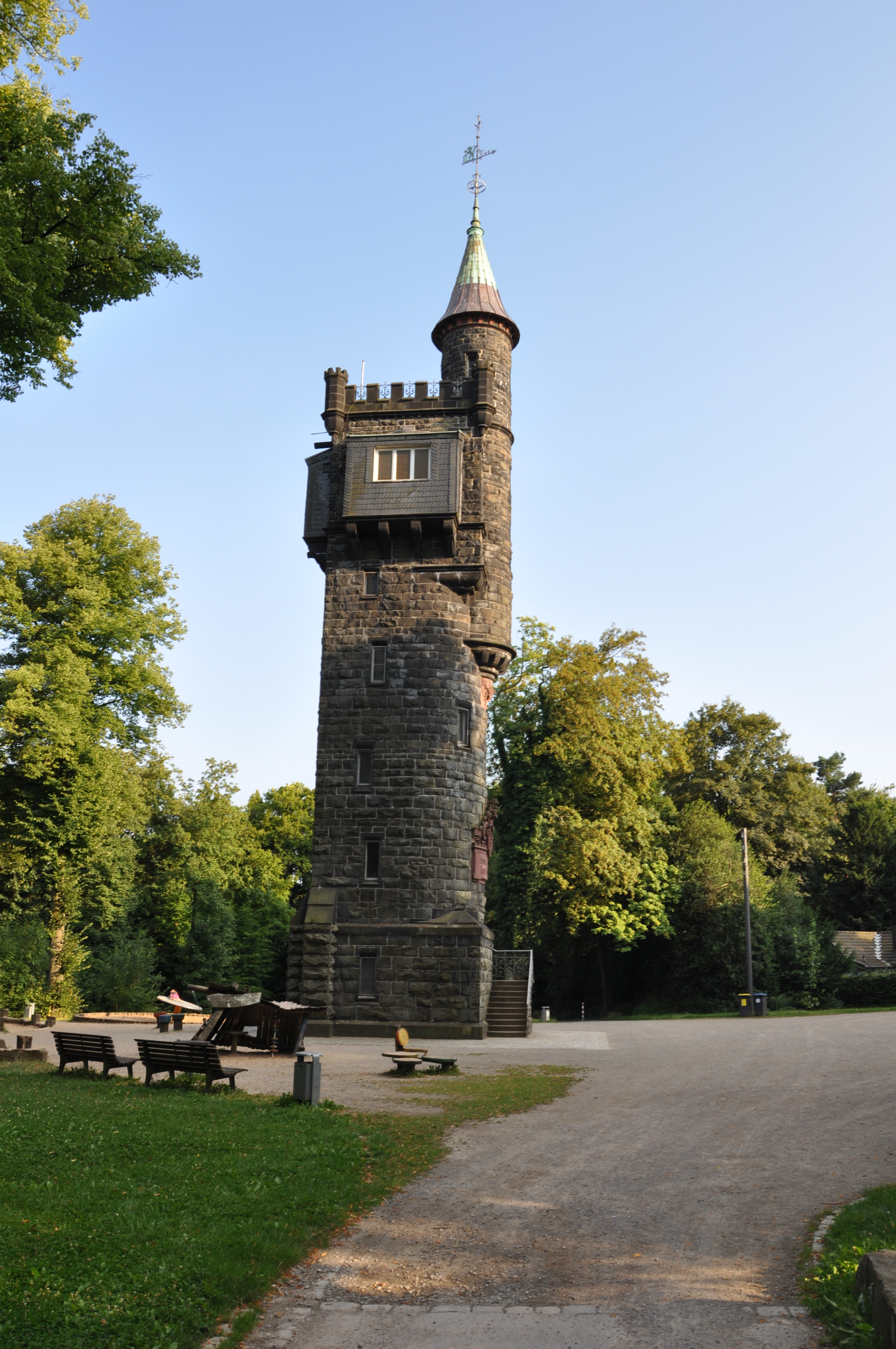
Gipfel des Nützenbergs (260 m) mit Weyerbuschturm
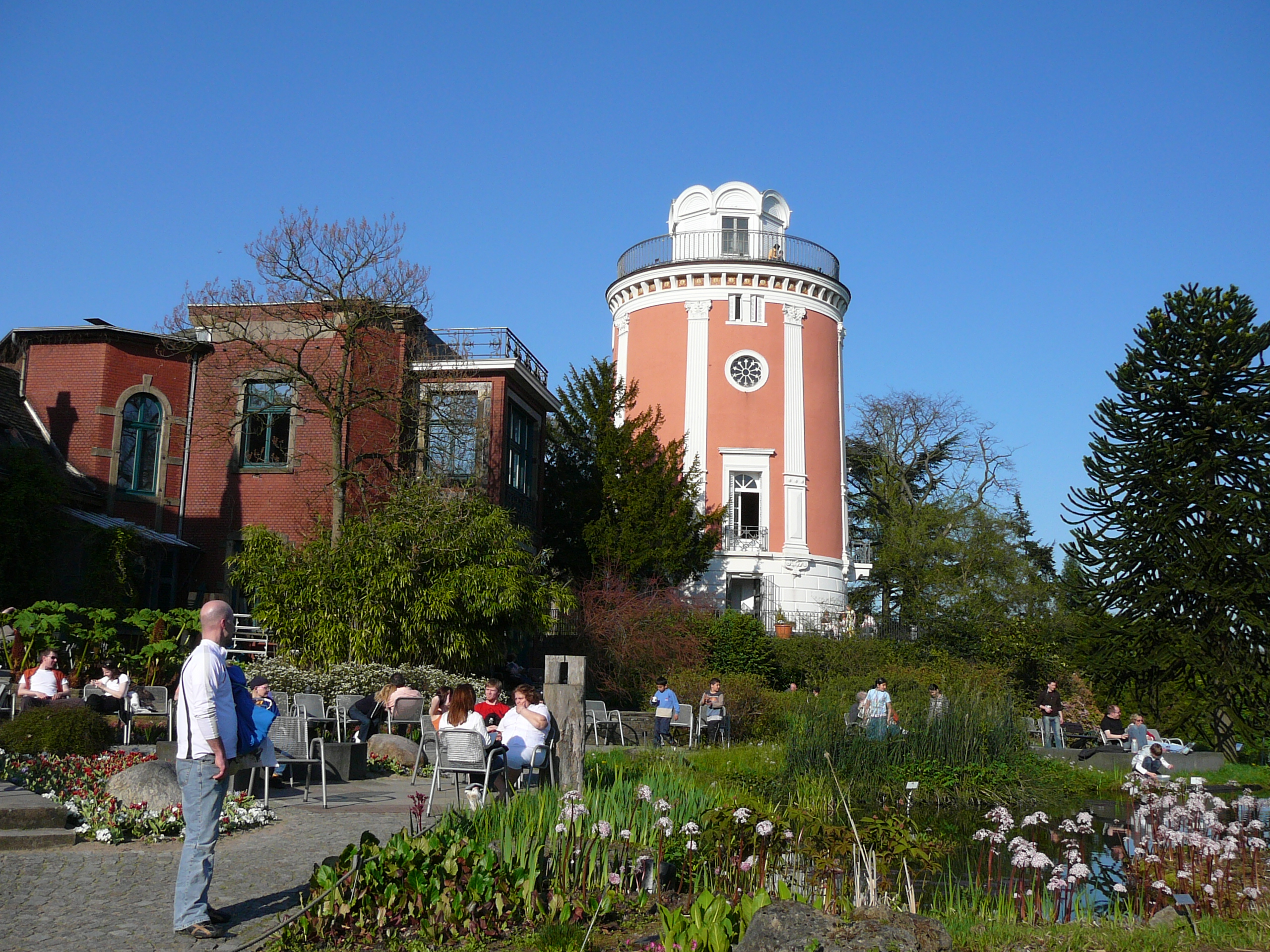
Hardt mit Elisenturm und Botanischem Garten
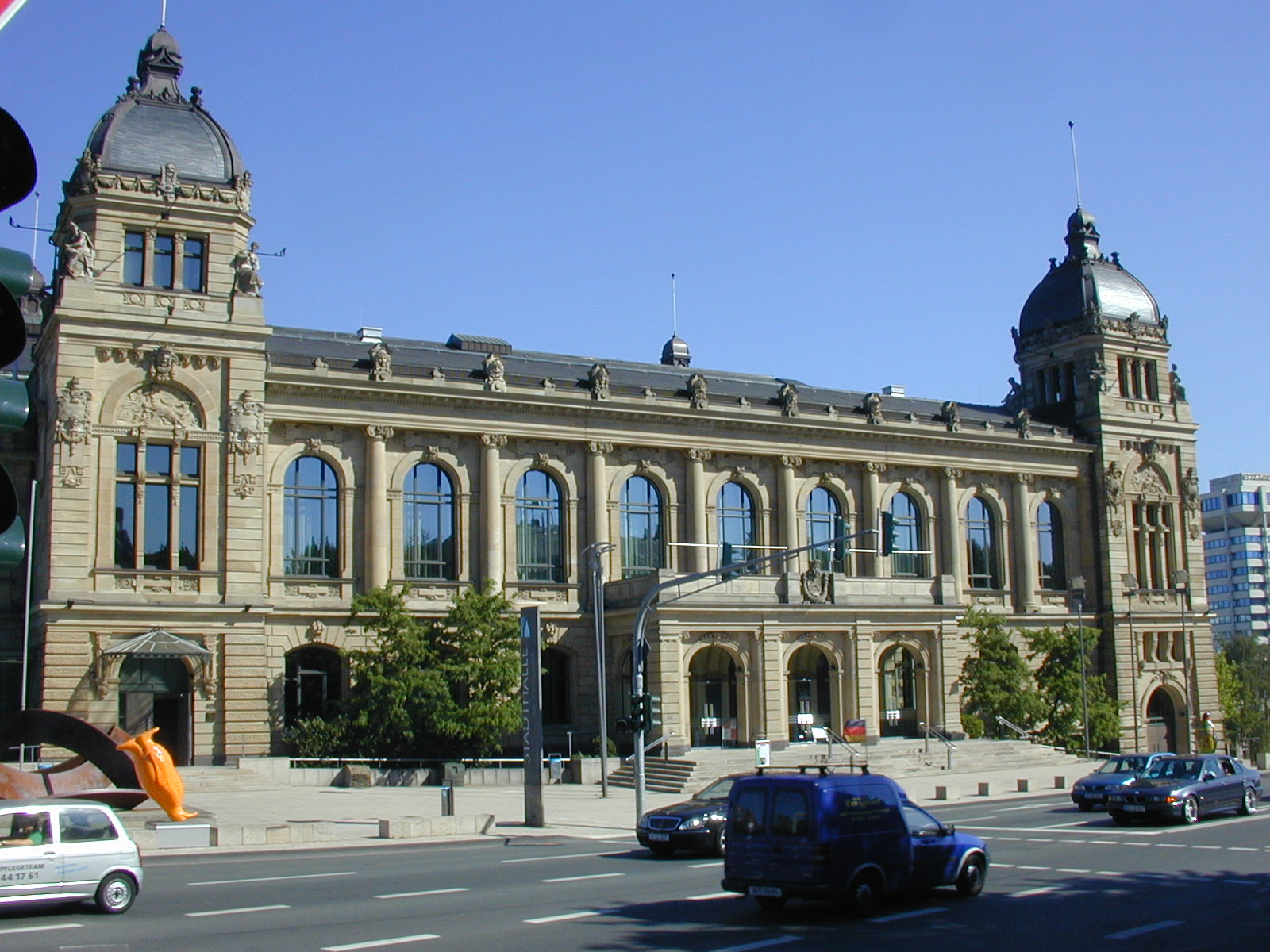
Historische Stadthalle auf dem Johannisberg (172 m)
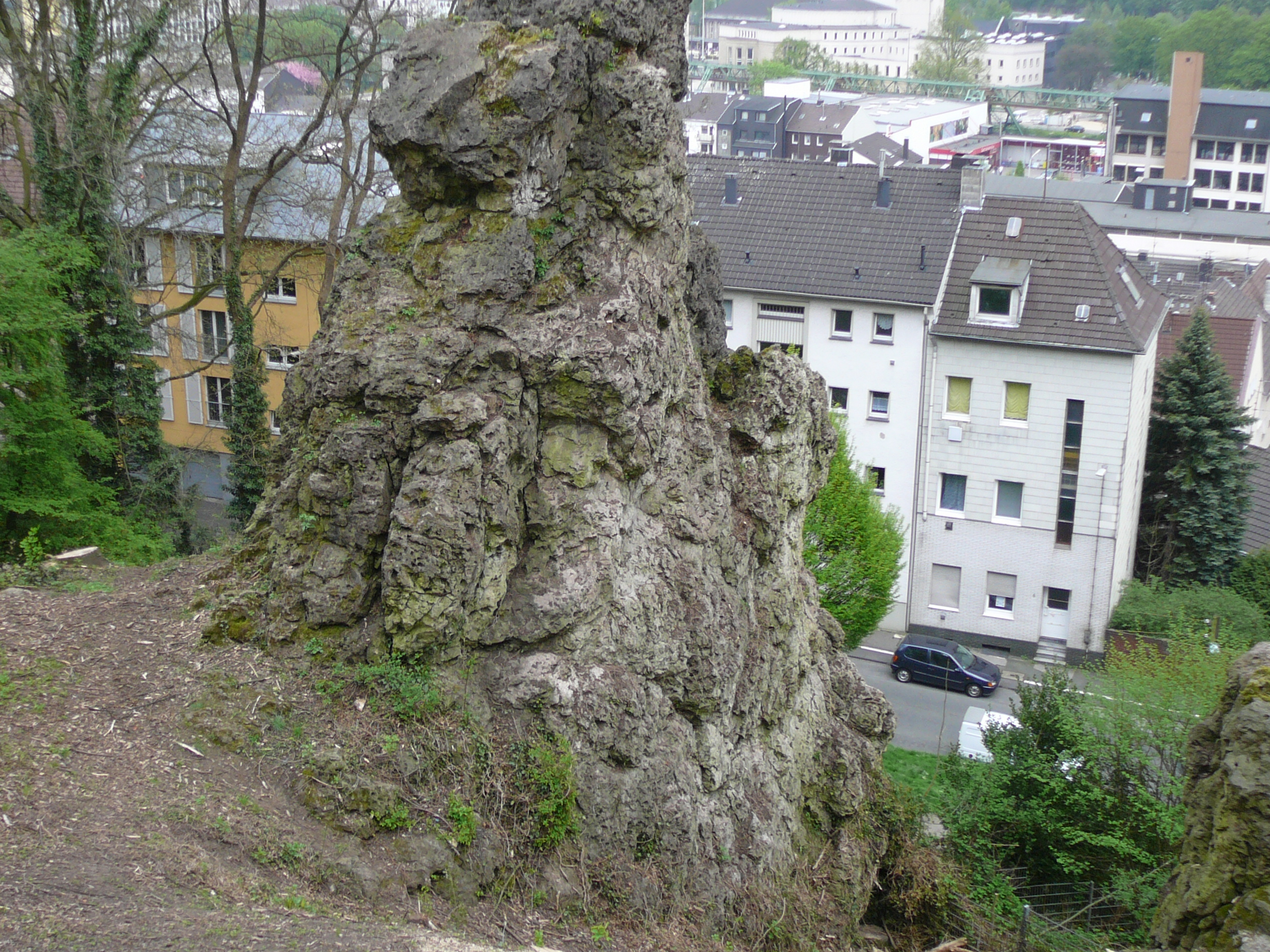
Hohenstein von Norden aus